# Исмаилчук, Симьон
Симьо́н Исмаилчу́к (рум. Simion Ismailciuc; 13 июля 1930, Килия-Bеке — 1986) — румынский гребец-каноист, выступал за сборную Румынии во второй половине 1950-х — первой половине 1960-х годов. Чемпион летних Олимпийских игр в Мельбурне, двукратный чемпион мира, трёхкратный чемпион Европы, победитель многих регат национального и международного значения. Также известен как тренер по гребле на байдарках и каноэ.

## Биография
Симьон Исмаилчук родился 13 июля 1930 года в коммуне Килия-Bеке, жудец Тулча. По происхождению является украинцем, его отец был украинским рыбаком, ходившим по дельте Дуная.
Уже в возрасте шести лет мальчик начал ходить с отцом на рыбалку и плавал на вёсельной лодке. Во время Второй мировой войны вместе со многими другими подростками работал помощником моряка, был во множестве речных лодочных патрулей. По окончании войны записался в коммунистическую молодёжную организацию и позже пошёл служить в армию, где, в частности, познакомился с таким видом спорта как регби.
После демобилизации Исмаилчук присоединился к бухарестскому «Динамо», где в течение нескольких месяцев успешно играл в регби, пока однажды его не приметил знаменитый тренер по гребле Раду Хуцан, узнавший о его прошлом гребца и рыбака. Тренер уговорил его перейти в греблю на каноэ и вскоре сделал своим неофициальным ассистентом-скаутом — по поручению Хуцана Исмаилчук ездил по берегам Дуная и занимался поиском молодых талантливых гребцов-рыбаков, которые могли бы представлять Румынию на международном уровне.
Симьон Исмаилчук не мог конкурировать со своим одноклубником Леоном Ротманом в зачёте одиночных каноэ, поэтому решил выступать в двухместных лодках и вскоре подобрал себе подходящего многообещающего партнёра Алексе Думитру. Они с Думитру отправились на  летние Олимпийские игры 1956 года в Мельбурне, где в двойках на тысяче метрах обогнали всех соперников и завоевали тем самым золотые олимпийские медали. Также стартовали здесь в двойках на десяти километрах, но финишировали в финальном заезде лишь пятыми, уступив экипажам из СССР, Франции, Венгрии и Германии.
Став олимпийским чемпионом, Исмаилчук остался в основном составе гребной команды Румынии и продолжил принимать участие в крупнейших международных регатах. Так, в 1957 году он побывал на чемпионате Европы в бельгийском Генте, откуда привёз награды серебряного и золотого достоинства, выигранные в двойках на тысяче и на десяти тысячах метрах соответственно. Год спустя совместно с тем же Алексе Думитру одержал победу в километровой программе каноэ-двоек на чемпионате мира в Праге. Ещё через год на европейском первенстве в западногерманском Дуйсбурге одержал победу в одиночной километровой дисциплине — союз с Думитру распался, и он вынужден был пробовать себя в одиночках.
Во время подготовки к Олимпийским играм 1960 года в Риме тренерский штаб сборной столкнулся с дилеммой относительно выбора представителя для участия в соревнованиях одиночных каноэ: с одной стороны Леон Ротман был предыдущим олимпийским чемпионом в этой дисциплине, с другой стороны Симьон Исмаилчук являлся действующим чемпионом мира. В итоге они оба поехали на Игры, и лидер определился буквально в самый последний момент во время контрольного заезда на озере Альбано — им стал Ротман, выигравший впоследствии бронзовую медаль Олимпиады.
Исмаилчук оставался в основном составе сборной ещё в течение нескольких лет. В 1963 году в одиночках на тысяче метрах он одержал победу на мировом первенстве в югославском Яйце (здесь также разыгрывалось европейское первенство), став таким образом двукратным чемпионом мира и трёхкратным чемпионом Европы. Последний раз показал сколько-нибудь значимый результат на международной арене в сезоне 1965 года, когда на домашнем первенстве Европы в Бухаресте взял серебро в зачёте двухместных каноэ на дистанции 10000 метров.
После завершения карьеры спортсмена до самого конца жизни работал тренером по гребле на байдарках и каноэ в структуре бухарестского «Динамо», в поздние годы выступал в качестве консультанта при работе с многими гребцами мирового класса и тренерами. Умер в 1986 году в своём доме, построенном на берегу озера Снагов недалеко от Бухареста.